# سلطان مدبش
سلطان مدبش (مواليد 25 ديسمبر 1991) هو لاعب كرة قدم سعودي لعب سابقاً في نادي حطين .

## وصلات خارجية
- سلطان مدبش